# Wiki Education Foundation
A Wiki Education Foundation (em português:  Fundação Wiki para a Educação), também por vezes abreviada "Wiki Ed", é uma organização sem fins lucrativos sediada em São Francisco, Califórnia. Ela tem direção sobre o Programa de Educação Wikipedia, que promove a integração da Wikipedia em cursos por educadores, no Canadá e nos Estados Unidos.
O "Wiki Edu" promoveu o "Wikipedia Ano da Ciência 2016", que fez parte de uma iniciativa para melhorar o potencial da Wikipedia para comunicar a ciência ao público. Ao conectar salas de aula de ensino superior ao poder de publicação da Wikipedia, a Fundação Wiki para a Educação está tentando ajudar os futuros cientistas aprender sobre a comunicação científica, enquanto melhora a cobertura de ciência na Wikipedia para milhões de leitores em todo o mundo.